# 吉備内親王墓
吉備内親王墓（きびないしんのうぼ）は、奈良県生駒郡平群町梨本にある吉備内親王の墓である。長屋王墓とともに、双墓となっている。

## 概要
吉備内親王は、草壁皇子と元明天皇の次女で、文武天皇・元正天皇の妹、天武天皇・持統天皇の孫になる。
長屋王の正室として、平城京の邸宅で暮らしていたが、長屋王の変で子どもとともに自害した。
吉備内親王墓は、長屋王墓の北西約150mの住宅地に所在する「宇司墓」と呼ばれる古墳で、高さ約２m、直径約20mと、長屋王墓より一回り大きい。
明治26年の調査では、「墳丘に埴輪の残欠多く、巨石が鉤の手に埋まっている。墳頂に埴輪が散布する」とあり、絵図にも３つの巨石が描かれている。